# Aldeanueva del Camino
Aldeanueva del Camino (extremadurai nyelven Aldea-Nueva del Caminu) település Spanyolországban, Cáceres tartományban. Aldeanueva del Camino Abadía, Baños de Montemayor, La Granja, Hervás, Segura de Toro, Lagunilla, El Cerro és Gargantilla községekkel határos. Lakosainak száma 704 fő (2024).

## Népesség
A település népessége az elmúlt években az alábbi módon változott:
| Lakosok száma | 776  | 858  | 830  | 800  | 784  | 796  | 791  | 735  | 729  | 704  |
|               | 2001 | 2004 | 2006 | 2009 | 2011 | 2014 | 2016 | 2019 | 2021 | 2024 |